# Клемушино (Архангельская область)
Клемушино — посёлок в Шенкурском районе Архангельской области. Входит в состав муниципального образования «Сюмское».

## География
Посёлок расположен в южной части Архангельской области, в таёжной зоне, в пределах северной части Русской равнины, в 76 километрах на северо-запад от города Шенкурска, на левом берегу реки Сюма, притока Ваги.
Часовой пояс
Клемушино, как и вся Архангельская область, находится в часовой зоне МСК (московское время). Смещение применяемого времени относительно UTC составляет +3:00.

## Население
| 2002 | 2010 | 2012 |
| ---- | ---- | ---- |
| 87   | ↘40  | ↘32  |